# Charles Errard

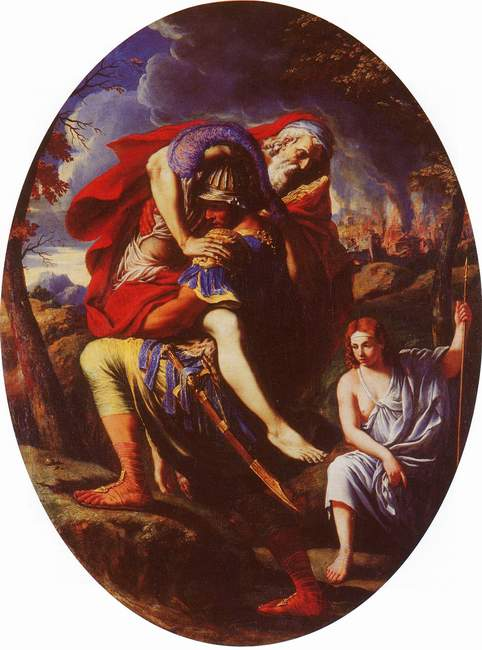
Enée transportant Anchise von Charles Errard

Charles Errard II. (* vor 1607; † 1689 in Rom) war ein französischer Maler, Kupferstecher und Architekt des Barock. Er war Mitbegründer und Direktor der Académie royale de peinture et de sculpture (1648). Jean-Baptiste Colbert, Minister Ludwigs XIV. beauftragte ihn mit der Gründung der Académie de France à Rome (1666), heute in der Villa Medici. 

## Leben
Charles Errard wurde als Sohn von Charles Errard (dem Älteren), einem Hofmaler Ludwigs XIII., geboren und von seinem Vater als Maler ausgebildet. Seine lange Karriere als Künstler in Frankreich wurde von mehreren Aufenthalten in Rom unterbrochen. 1625, ausgestattet mit einem königlichen Stipendium, und 1627 hielt er sich zum Studium mit seinem Vater in Rom auf. Er zeichnete antike Kunstwerke wie Figuren, Büsten, Reliefs, Ornamente und die Trajanssäule, sowie zeitgenössische Bauten. Bald genoss er den Ruf eines brillanten Zeichners.
Nach seiner Rückkehr nach Paris arbeitete er für verschiedene französische Kunstliebhaber und Sammler, u. a. für die Brüder Paul Fréart de Chantelou und Roland Fréart de Chambray. Bei einem weiteren Aufenthalt in Rom lernte er Poussin und dessen Mäzen Cassiano dal Pozzo kennen, für den er zwei Bilder malte. 1651 stellte er Stiche nach den von Poussin entworfenen Illustrationen zu Leonardo da Vincis Trattato della Pittura her. Nach seiner Ernennung zum Dekorateur der königlichen Schlösser erhielt er Aufträge zur Ausmalung des Louvre, der Schlösser in Fontainebleau (Appartement der Königinmutter), Saint-Germain-en-Laye und Versailles. Außerdem war er als Bühnenmaler für die Oper tätig.
Ein weiterer Schwerpunkt seiner Tätigkeit war die Arbeit als Kupferstecher. Er illustrierte u. a. die Vite des Bellori und einen anatomischen Atlas für die Stipendiaten der Académie de France in Rom, eines der ersten Anatomiebücher für Künstler überhaupt. Errard war Mitbegründer der Académie royale de peinture et de sculpture, die ihn 1657 zu ihrem Direktor ernannte. Rivalitäten mit Lebrun veranlassten ihn zu einer weiteren Reise nach Rom, die er mit zwölf Stipendiaten unternahm, um dort im Auftrag seines Förderers, des französischen Ministers Colbert die Académie de France à Rome zu gründen. 1673 und 1675 wurde er zum Principe dell’Accademia di San Luca gewählt. Nach dem Tod von Colbert († 1683) trat er von seinen Ämtern zurück. 
Charles Errard starb 1689 im Alter von 62 Jahren in Rom und wurde in der Kirche Santa Trinità dei Monti bestattet.